# Армида (опера Глюка)
Армида (фр. Armide) — опера в пяти актах Кристофа Виллибальда Глюка, написанная в 1777 году на либретто Филиппа Кино и в том же году поставленная в Париже. «Армида» принадлежит к числу реформаторских опер композитора.

## История создания
Эпизод поэмы Торкватто Тассо «Освобождённый Иерусалим» — о волшебнице, полюбившей рыцаря Ринальдо (Рено во французской версии) и своими чарами заставившей его забыть о долге, — привлекал многих композиторов и до Глюка (известны «Армида и Рено» Ж. Б. Люлли, оперы А. Вивальди, Н. Йоммелли, А. Саккини), и после него: к этому сюжету обращались Й. Мысливечек, Й. Гайдн, Л. Керубини, Дж. Россини и многие другие. Немалым успехом у современников пользовалась сочинённая в 1771 году барочная опера Антонио Сальери, почти одновременно с Глюком написал свою «Армиду» популярный в те годы Доменико Чимароза.
Глюк писал оперу в Париже в 1777 году, когда борьба между «глюкистами» и «пиччиннистами» вступила в новую фазу: «французская партия», знаменем которой он был, к середине 70-х годов раскололась на приверженцев традиционной французской оперы (Ж. Б. Люлли и Ж. Ф. Рамо), с одной стороны, и новой французской оперы Глюка — с другой. Вольно или невольно композитор сам бросил вызов традиционалистам: для своей героической оперы он использовал либретто, написанное Филиппом Кино для оперы Люлли, опустив только пролог, восхваляющий Людовика XIV.
Обращение Глюка к либретто Кино по-разному толковалось исследователями; одни видели в нём компромисс, уступку парижским вкусам; А. Эйнштейн расценил выбор Глюка как «чистейшую дипломатию» и по этому поводу даже упрекнул самого композитора в «беспринципности»; другие использование либретто, написанного для Люлли, рассматривают как  закономерное проявление давнего, еще с венских времён, интереса Глюка к французской театральной культуре. «В „Армиду“, — писал композитор, — я вложил всё, что оставалось во мне лучшего… старался быть здесь скорее поэтом, живописцем, чем музыкантом».
Как бы то ни было, старое либретто Кино оттенило все различия между французской традицией и оперным творчеством Глюка.  Премьера «Армиды» состоялась в Париже, в Королевской академии музыки, 23 сентября 1777 года; опера была восторженно прията сторонниками Глюка и враждебно его многочисленными в тот момент противниками.

## Основные партии
- Армида, волшебница — сопрано
- Идрао, волшебник, царь Дамаска, дядя Армиды — баритон
- Аронт, его полководец — баритон
- Фенис, наперсница Армиды — сопрано
- Сидония, наперсница Армиды — сопрано
- Рено, рыцарь войска Готфрида Бульонского — контратенор
- Артемидор, рыцарь — тенор
- Убалд, рыцарь — баритон
- Датский рыцарь — тенор[4].

## Сюжет
Действие происходит в Дамаске и его окрестностях во времена Первого крестового похода, около 1100 года. Царь Дамаска Идрао, предчувствуя скорую смерть, призывает свою племянницу Армиду выбрать себе супруга. Волшебница предпочитает свободу, но обещает выйти замуж за того, кто победит Рено — единственного рыцаря, устоявшего перед её чарами.
Сама Армида тем временем одерживает победу над войском Готфрида Бульонского; но в разгар празднества гонец сообщает, что некий рыцарь освободил пленных крестоносцев. Догадываясь о том, что этот рыцарь — Рено, Армида клянётся отомстить ему страшной местью.
Заснувшего на берегу реки Рено околдовывают по просьбе Армиды демоны в образе нимф, пастухов и пастушек. Разрываясь между ненавистью и любовью, Армида не решается убить рыцаря, и демоны уносят её вместе с Рено в пустыню.
Околдованный рыцарь блаженствует в волшебном дворце Армиды, забыв о ратных подвигах. Волшебница, страдая от того, что только силой колдовства ей удалось добиться взаимности, решает обратиться за помощью к силам подземного царства. В её отсутствие во дворец являются Убальд и датский рыцарь; они возвращают Рено его меч, щит и жезл и тем рассеивают чары. Напрасно Армида умоляет Рено остаться, — рыцарь уходит, а волшебница в отчаянии приказывает демонам разрушить её сады и дворец и сама гибнет в созданном ею хаосе.

## Музыка
«Армида» — наиболее «французская» опера Глюка, и сам композитор испытывал к ней особые чувства: «В „Армиде“, — писал он, — есть особая утончённость, которой нет в „Альцесте“: я нашёл особую манеру выражения. […] Я с ужасом жду, как бы не вздумали сравнивать „Армиду“ и „Альцесту“, две столь различные драмы, из которых она должна вызывать слёзы, а другая давать чувственные переживания».
Уже в «Ифигении в Авлиде», написанной тремя годами раньше, наметилась не свойственная Глюку прежде тенденция к индивидуализации образов. Эта тенденция нашла своё продолжение в «Армиде»: стержень драматургии образует внутренняя борьба её главных героев . В отличие от других опер композитора, в «Армиде» важная роль отводится звукописи — «музыкальной живописи». «Начиная с ортодоксального французского либретто, — пишет С. Рыцарев, — и кончая крупномасштабной декоративностью спектакля, здесь всё дышит тонкой игрой красок, богатством сценического оформления, изобразительной и темброво-колористической функцией оркестра». При этом музыка оперы полна внутреннего напряжения и экспрессии; одна из наименее последовательных реформаторских опер Глюка, «Армида» своей экзотикой, звукописью и отнюдь не характерными для того времени опытами индивидуальной характеристики предвосхищала романтическую оперу.

## Сценическая судьба
Несмотря на весьма относительный успех в Париже, в следующие десятилетия опера ставилась во многих странах, в том числе в России — в сезоне 1786/1787 в театре Шереметева в Кусково. В конце XVIII века хоры из «Армиды» (как и хоры из «Ифигении в Тавриде»), наравне с «Марсельезой» и «Ça ira», распевали на улицах и площадях революционного Парижа. С берлинской постановкой «Армиды» связано действие литературного дебюта Э. Т. А. Гофмана — новеллы «Кавалер Глюк» (1808).
Оперу Глюка ставили Дж. Мейербер в Берлине в 1843 году и Рихард Вагнер — в том же году в Дрездене. В 1910 году в «Метрополитен-опере» её поставил Атуро Тосканини, партию Рено пел Энрико Карузо. В целом на протяжении XX века «Армиду» вспоминали редко (хотя и чаще, чем любую другую оперу на тот же сюжет), лишь в последние десятилетия, когда возрос интерес к творчеству композитора в целом, чаще стала появляться на театральных подмостках и «Армида», в том числе на сцене «Ла Скала» — в постановке Риккардо Мути.

## В астрономии
В честь героини оперы Армиды назван астероид (514) Армида, открытый в 1903 году немецким астрономом Максом Вольфом.
В честь другой героини этой же оперы был назван астероид (579) Сидония, открытый в 1905 году  немецким астрономом Августом Копффом